# Werk Colle delle benne

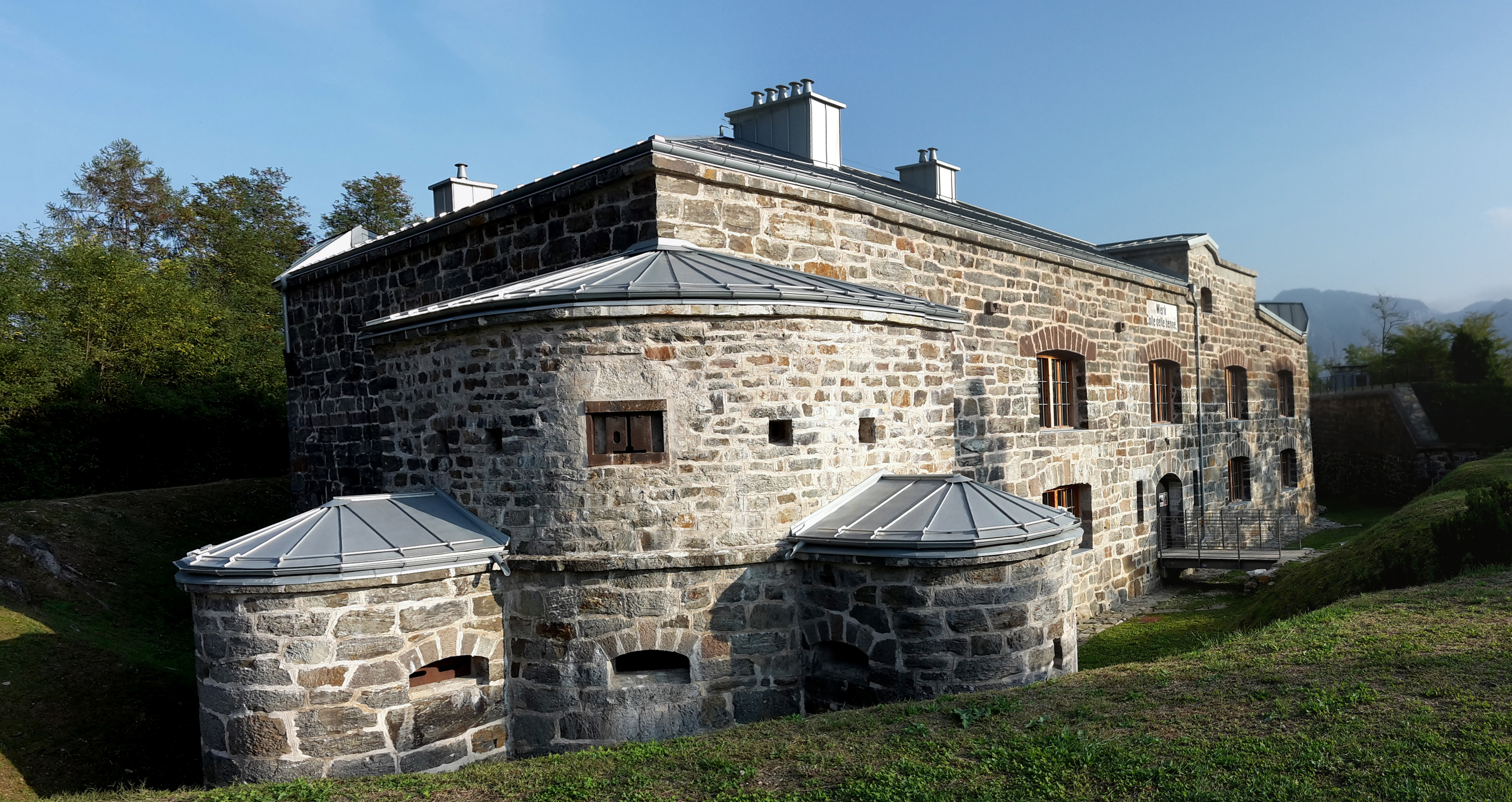
Werk Colle delle benne nach der Restaurierung (2017)

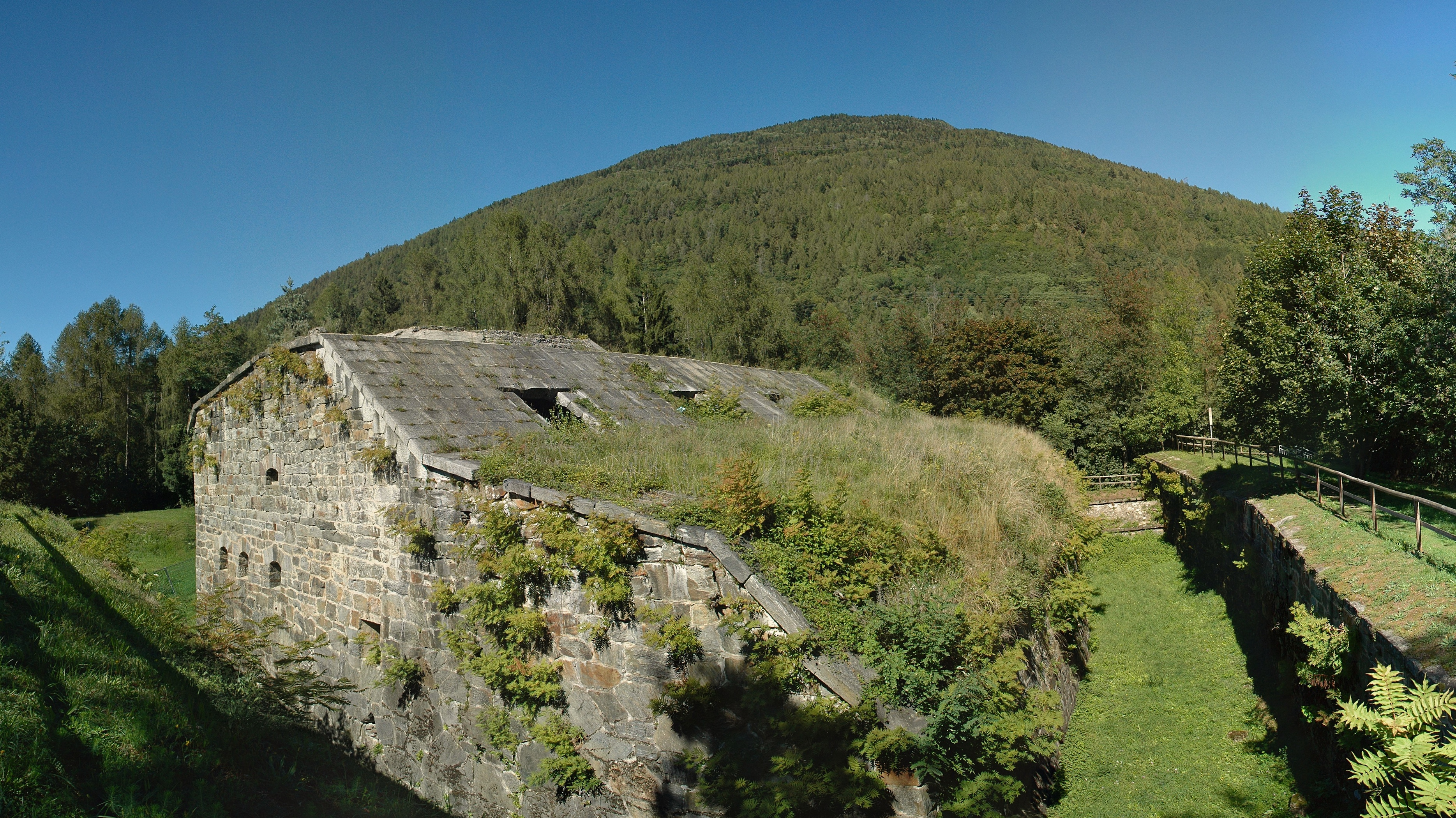
Werk Colle delle benne (vor der 2012 begonnenen Restaurierung) mit der dahinterliegenden Bergkuppe der Busa Grande, auf der das gleichnamige Kavernenwerk liegt

Das Werk Colle delle benne (italienisch auch Forte San Biagio) war Teil des österreichisch-ungarischen Befestigungsriegels an der Reichsgrenze zu Italien und liegt auf einer Anhöhe nördlich des Lago di Levico in der heutigen Provinz Trient.
Es wurde in den Jahren zwischen 1880 und 1882 nach Plänen des damaligen k.u.k. Geniechefs, Feldmarschalleutnant Julius Ritter von Vogl noch in der bereits unmodern werdenden Bruchsteinbauweise errichtet. Mit seinem Schwesterwerk, dem Werk Tenna sperrte es das Valsugana (Suganatal) und sicherte die linke Flanke der Festung Trient.
Das Bauwerk hatte ursprünglich vier Stockwerke mit 47 Räumen (einschließlich des Kellergeschosses) und verfügte auf dem Verdeck der Panzerbatterie über zwei Geschützpanzerkuppeln und eine krenelierte Mauer, um etwaige Infanterieangriffe aus der Richtung Busa Grande und Panarotta abwehren zu können. Das Werk galt 1914 als „teilweise granatsicher“ und „minder sturmfrei“, was bedeutete, dass es lediglich einem Beschuss aus leichten Feldkanonen, nicht jedoch Haubitzen würde eine gewisse Zeit standhalten können.
Die ursprüngliche Bewaffnung bestand aus:
2 Stück 15-cm-Panzermörsern M 80
4 Stück 12-cm-Minimalschartenkanonen M 80

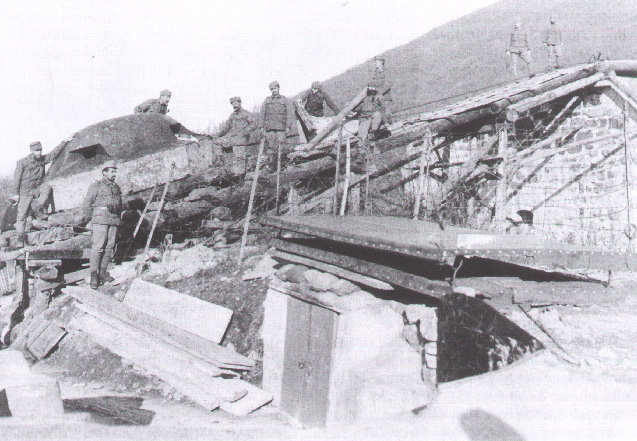
Colle delle benne bei der Desarmierung 1915

Im Jahre 1914 waren die beiden Panzermörser durch 10-cm-Panzerhaubitzen M 5 ersetzt worden.

Die Besatzung bestand aus Detachements des k.k. Landesschützenregiments „Bozen“ Nr. II und der Festungsartilleriebataillone Nr. 1 und Nr. 8.
Kurz nach Beginn des Krieges gegen Italien begann man, wegen der ungenügenden Beschusssicherheit der Anlage die beiden Geschützpanzerkuppeln und die Beobachtungspanzerkuppel auszubauen und in das in unmittelbarer Nachbarschaft neu errichtete Kavernenwerk Busa Grande zu verbringen.
Das nicht in Kampfhandlungen verwickelt gewesene Bauwerk ist im Besitz der Gemeinde Levico Terme und relativ gut erhalten. Über dem Kehltor befindet sich noch die Original-Inschrift „Werk Colle delle benne“
Zwischen 2012 und 2014 wurden umfangreiche bauliche Restaurierungsarbeiten durchgeführt, seitdem kann die Anlage in den Sommermonaten (Mai–Oktober) gegen Eintritt besichtigt werden.